# Bucket сортиране
Bucket sort, или bin sort, е сортиращ алгоритъм, който работи чрез разделяне на един масив в определен брой контейнери. След това всеки „контейнер“ се сортира индивидуално, или чрез използване на различни сортиращи алгоритми, или чрез рекурсивно прилагане на bucket сортиране. Bucket сортиране е обобщаващ на pigeonhole sort, алгоритъм. Пресмятането на изчислителната сложност включва броя на използваните „контейнери“. Bucket sort може да се изпълнява с линейно време – (Θ(n)). Всяка кофа трябва да съдържа или един елемент, или да се сортира.
Bucket sort работи по следния начин:
1. Създава масив от празни „контейнери“.
2. Разделя: Минава през елементите на оригиналния масив, слагайки всеки елемент в „контейнер“.
3. Сортира „контейнер“, който не е празен.
4. Събира: Минава през всеки един от „контейнерите“ и връща елементите в оригиналния масив.

## Псевдокод
```
function
 bucketSort(array, n) 
is

  контейнери ← нов масив от n празни списъка
  
for
 i = 0 
to
 (length(array)-1) 
do

    insert 
array[i]
 into buckets[msbits(array[i], k)]
  
for
 i = 0 
to
 n – 1 
do

    nextSort(buckets[i]);
  
return
 конкатенация на контейнерите: buckets[0], ...., buckets[n-1]
```

Тук array е масивът, който ще бъде сортиран и n е броят на „контейнерите“, които ще бъдат използвани. Функцията msbits(x,k) връща k, което е позицията на бита с най-голяма стойност, в x (floor(x/2^(size(x)-k))); различни функции могат да бъдат използвани за превеждането на интервала на елементите на масива в n „контейнера“, като напр. превеждането на буквите A–Z в 0 – 25 или връщането на първата буква (0 – 255) за сортиране на стрингови променливи. Функцията nextSort е сортираща функция; използването на самия bucketSort като nextSort създава подобен на алгоритъма radix sort; в частност случаят, при който n = 2 е аналогичен на quicksort.

## Оптимизации
Честа оптимизация е да се сложат несортираните елементи от „контейнерите“ първо в оригиналния масив, след което да се изпълни сортиране чрез вмъкване върху целия масив. Времето за компилиране на сортиране чрез вмъкване е основано на какво разстояние се намира всеки един от елементите спрямо финалната си позиция. Броят на извършените сравнения остава сравнително малък, а йерархията на паметта е използвана по-добре, заради запазване на листа последователно в паметта.

## Варианти

### Общ bucket sort
Най-разпространеният вариант на bucket sort, който оперира с лист от n числа между 0 и максимално число M, разделяйки стойностите в интервали – n „контейнера“, всеки един с размер от M/n. Ако всеки масив е сортиран чрез сортиране чрез вмъкване, bucket sort ще работи в линейно време. Производителността на този вид сортиране ще намалее значително, ако много групи стойности са прекалено близо една до друга, всички ще попаднат в един „контейнер“ и сортирането им ще се забави.

### ProxmapSort
Подобен на общия bucket sort, ProxmapSort работи чрез разделяне на масив от ключове в суб-масиви, използвайки функцията „map key“. „Map key“ запазва частичния ред на ключовете, където всеки ключ е добавен към неговия суб-масив, сортиране чрез вмъкване се използва, за се пазят суб-масивите сортирани постоянно. В резултат на това, когато ProxmapSort завършви операциите си, масивът вече е сортиран.

### Histogram сортиране
Друг вариант на bucket sort е histogram sort, който в три стъпки сортира множеството от елементи. В първата стъпка, пази броя на елементите, които щя влязат в даден „контейнер“, в отделен спомагателен масив. След това използва тези броячи, за да определи точната големина на всеки един от „контейнерите“. За сравнение, bucket sort използва фиксирана големина на „контейнерите“. Във втората стъпка, всеки един от елементите влиза в правилния „контейнер“, използвайки запазените броячи. Последната стъпка сортира всеки отделен „контейнер“.

### Postman's сортиране
Postman сортиране е вариант на bucket sort, който използва йерархичната структура на елементите. Това е алгоритъм, който се използва при машините сортиращи писма – първо се делят на национална и международна поща; след това на община, град, квартал и т.н. Основавайки се побитови операции, той обработва няколко цифри едновременно, увеличавайки по този начин изчислителната скорост.

### Shuffle сортиране
Shuffle сортиране започва с отделянето на 1/8 от всички елементи и на база средното отношение на елементите към медианата се определят n/8 „контейнери“, които да съхранят всички останали елементи. „Контейнерите“ се сортират и конкатенират в сортиран масив.

## Сравнение с други сортиращи алгоритми
Bucket sort може да се разглежда като валиден за общи случаи, модел на counting sort.
Bucket sort с два „контейнера“ е модел на quicksort, където разделящата ги стойност е винаги медианата в интервала от стойности. Изборът на този алгоритъм е подходящ, ако стойностите са разпределени равномерно, в противен случай този избор на разделящата стойност може да доведе до неравномерно разпределение в двата „контейнера“.
Друг подобен алгоритъм е сортиране чрез сливане, който разпределя листа в n суб-листа и сортира всеки един от тях. Въпреки това, алгоритмите чрез сливане имат застъпващи се интервали на стойностите и не могат да бъдат обединени чрез конкатенация. Въпреки това, по-лесната фаза на разделяне на елементите и осигурявайки една и съща големина на листовете, компенсира допълнителното изчислително време.
Radix sort може да бъде разглеждан като частен случай на bucket sort, където интервала на стойностите и броя на „контейнери“ трябва да бъде степен на 2. Като следствие големината на „контейнерите“ също е степен на 2 и може да се приложи рекурсия. Този подход може да ускори стъпката на разделяне на елементите, защото е необходима само проверка на началото на битовото представяне на всеки от елементите.